# Carlos Labbé Márquez
Mons. Carlos Labbé Márquez, (Curicó, 22 de noviembre de 1876 - Santiago de Chile, 17 de octubre de 1941). Fue el último vicario apostólico de Tarapacá y primer obispo de Iquique.

## Biografía

### Formación
Realizó sus estudios en el Seminario de Santiago. 

### Sacerdocio
Fue ordenado sacerdote el 23 de diciembre de 1899.
Se desempeñó como párroco en Paredones entre los años 1901 y 1906. En Curepto entre 1906 y 1911. En Talca entre 1911 y 1914, y Curicó entre 1914 y 1923. Fue Canónigo de Santiago en 1925.

## Episcopado

### Obispo-vicario de Tarapacá
Pío XI lo eligió Obispo titular de Bida el 2 de agosto de 1926 y vicario apostólico de Tarapacá ocho días después.
Fue consagrado en Talca, el 22 de noviembre de 1926, por monseñor Benedetto Aloisi Masella, Nuncio Apostólico.
Sucedió en el Vicariato a monseñor José María Caro, trasladado a La Serena en 1925.

### Obispo de Iquique
Al ser creada la Diócesis de Iquique en 1929, Pío XI lo designó su primer Obispo el 20 de diciembre de ese mismo año. Tomó posesión de la nueva diócesis el 5 de junio de 1930. Participó en el I. Concilio Provincial de Chile en 1938.

### Vicario castrense de Chile
Años después, habiendo renunciado a la diócesis, el Papa Pío XI lo designó a la sede titular de Leucena y lo designó vicario general castrense el 30 de junio de 1941. En Iquique, lo sucedió monseñor Pedro Aguilera.

### Fallecimiento
Fue sepultado en el Cementerio General de Santiago. 